# Кулініч Артем Вікторович
Артем Вікторович Кулініч (нар. 13 травня 1994, Донецьк, Україна) — український футболіст, воротар.

## Життєпис
Народився в Донецьку. З 2007 по 2011 рік виступав у ДЮФЛУ за академію місцевого «Шахтаря». У 2011 році переведений до «Шахтаря-3». Дебютував на професіональному рівні 7 вересня 2011 року в програному (1:5) виїзному поєдинку 3-го туру групи Б Другої ліги проти свердловських одноклубників. Артем вийшов на поле на 54-й хвилині, замінивши Ігора Філіпенка. Цей матч виявився єдиним для молодого воротаря у футболці донецького клубу. У 19 річному віці вирішив залишити структуру «Шахтаря». У 2013 році виступав за НПГУ (Макіївка) у вишій лізі чемпіонату Донецької області, за підсумками сезону макіївський клуб посів 12-е місце (з 14-и команд-учасниць).
У середині липня 2014 року прибув на перегляд до ФК «Полтава», за результатами якого уклав контракт з клубом. Проте у складі полтавського клубу не зіграв жодного офіційного матчу й по завершенні сезону покинув команду. Наприкінці липня 2015 року підписав однорічний контракт з «Оболонь-Бровар». Дебютував у футболці «пивоварів» 27 жовтня 2015 року в програному (0:5) виїзному поєдинку 1/8 фіналу кубку України проти київського «Динамо». Кулініч вийшов на поле в стартовому складі та відіграв увесь матч. Після цього за столичну команду не грав. На початку червня 2016 року керівництво «Оболонь-Бровар» вирішило не продовжувати контракт з воротарем, й Артем залишив київський клуб вільним агентом.
У середині липня 2016 року приєднався до «Ниви-В». У складі вінницького клубу дебютував 24 липня 2016 року в нічийному (2:2) домашньому поєдинку 1-го туру Другої ліги проти новкаховської «Енергії». Кулініч вийшов на поле в стартовому складі та відіграв увесь матч. У команді провів літньо-осінню частину сезону 2016/17 років, за цей час у Другій лізі провів 14 матчів та 2 поєдинки у кубку України. Під час зимової перерви в чемпіонаті приєднався до «Миру». Дебютував за клуб з Горностаївки 18 березня 2017 року в переможному (3:1) домашньому поєдинку 21-го туру Другої ліги проти кременчуцького «Кременя». Артем вийшов на поле в стартовому складі та відіграв увесь матч. У команді відіграв півтора сезони, за цей час у Другій лізі провів 38 поєдинків, ще 1 матч зіграв у кубку України.
У середині липня 2018 року повернувся до «Ниви». Дебютував за вінницький клуб 18 липня 2018 року в переможному (2:0) виїзному поєдинку першого попереднього раунду кубку України проти одеського «Реал Фарма». Кулініч вийшов на поле в стартовому складі та відіграв увесь матч. У Другій лізі (група А) дебютував за вінницький клуб 22 липня 2018 року в нічийному (1:1) домашньому поєдинку 1-го туру проти тернопільської «Ниви». Артем вийшов на поле в стартовому складі та зіграв увесь матч. У складі «Ниви» провів першу половину сезону 2018/19 років, за цей час став основним воротарем команди. Завдяки вдалим діям Кулініча у воротах вінничан команда пропустила 12 м'ячів (третій найменший показник серед клубів групи А Другої ліги).
Наприкінці лютого 2019 року підписав контракт з «Минаєм». Дебютував за нову команду 6 квітня 2019 року в нічийному (0:0) виїзому поєдинку 18-го туру групи А Другої ліги проти чернівецької «Буковини». Кулініч вийшов на поле в стартовому складі та відіграв увесь матч. Допоміг команді виграти групу А Другої ліги та здобути путівку на наступний сезон до Першої ліги.

## Досягнення
- Чемпіон Першої ліги чемпіонату України: 2019/20
- Срібний призер Другої ліги чемпіонату України: 2018/19
- Найкращий воротар Відкритого кубку Федерації футболу АР Крим: 2018